# Саве
Саве́ (перс. ساوه‎) — город на западе Ирана, в провинции Меркези. Административный центр шахрестана Саве. Второй по численности населения город провинции. Крупный сельскохозяйственный центр, основной продукцией которого является пшеница и хлопок.
По преданию, из этого города три волхва, Белтазар (Балтазар), Гаспар и Мельхиор, вышли на поклонение Иисусу Христу.

## География
Город находится в северо-восточной части Центрального остана, в горной местности, на высоте 998 метров над уровнем моря.
Саве расположен на расстоянии приблизительно 115 километров к северо-востоку от Эрака, административного центра провинции и на расстоянии 110 километров к юго-западу от Тегерана, столицы страны.

## Население
На 2006 год население составляло 179 009 человек.

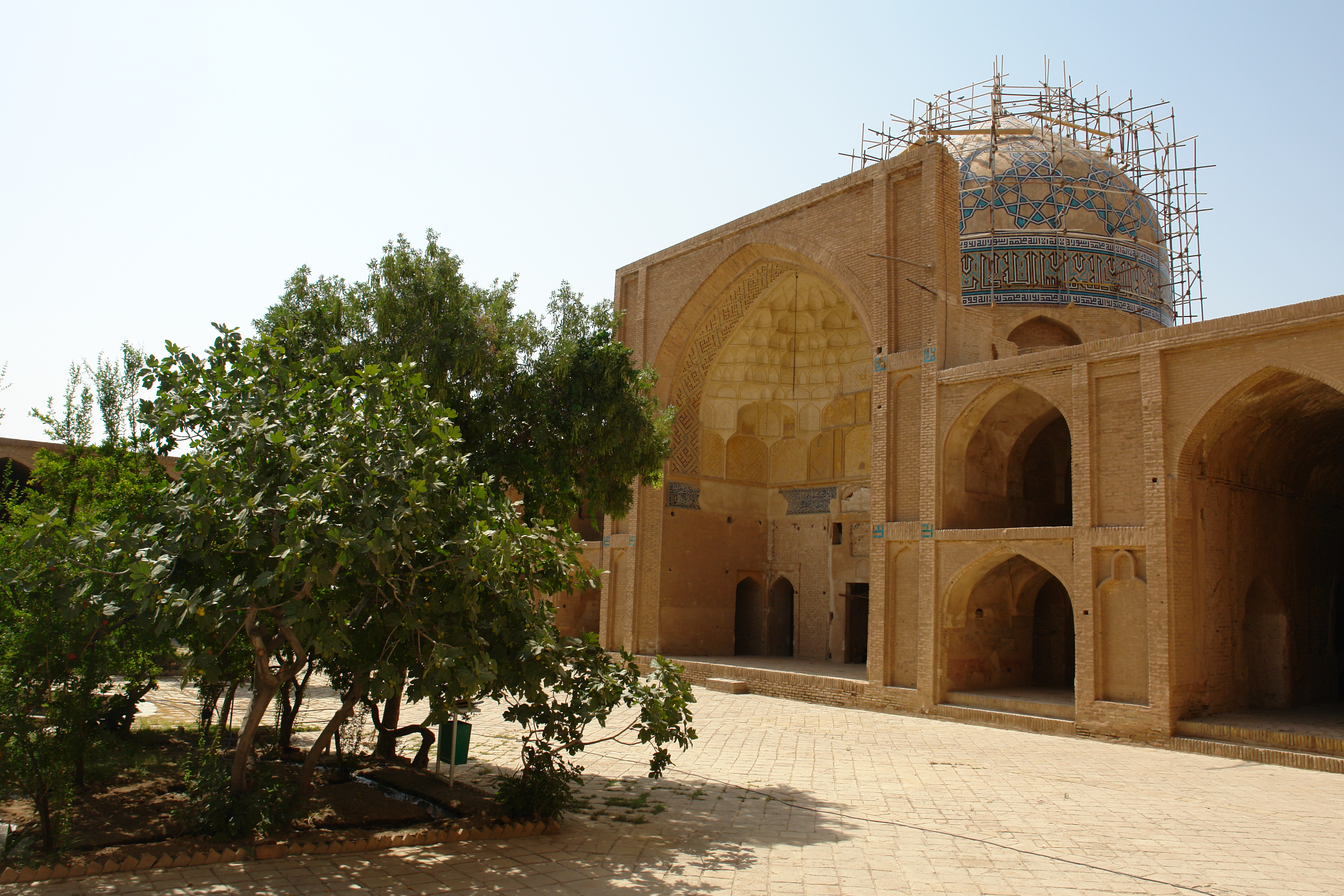
Мечеть Джаме

| 1986   | 1991   | 1996    | 2006    | 2012    |
| ------ | ------ | ------- | ------- | ------- |
| 64 081 | 87 621 | 111 245 | 179 009 | 201 828 |

## История
Город был основан мидийцами в VII веке до н. э. Во время правления династии Аршакидов был известен как Saavakineh и являлся одним из важнейших городов империи.
В средние века был оплотом дейлемитов и каджаров. Был сильно разрушен в период монгольского нашествия на Персию и восстановлен Ильханидами.
С момента перенесения столицы в Тегеран постепенно теряет своё былое значение.

## Достопримечательности
В Саве и окрестностях расположен ряд архитектурных памятников и археологических объектов, обладающих исторической и культурной ценностью. В центре города расположена так называемая Старая площадь, к северу от которой находится Красная мечеть, относящаяся к периоду господства Сельджуков. К этому же периоду относится и мечеть Джаме, с куполом диаметром 16 метров и высотой 14 метров.
По статистике управления культурного наследия Саве, на территории города и в ближайших окрестностях расположено 228 культурно-исторических памятников, в том числе караван-сараи, рынки, религиозные сооружения, торговые пути и телли. При этом 53 объекта включены и в список национальных памятников Ирана.

Соборная мечеть Саве, являющаяся ценным памятником раннеисламской архитектуры, была построена 1200 лет назад. Эта мечеть, украшенная лепниной и изразцами, имеет площадь 2500 квадратных метров. В ее состав входят двор, веранда, минарет, несколько шабестанов (молелен), купол, два старых михраба с надписями в куфическом стиле, а также два михраба, относящихся к периоду правления династии Сефевидов и украшенные надписями, выполненными почерком сульс. Надписи представляют собой суры Корана: «Предопределение», «Искренность» и «Соборная». На западной стороне, между шабестанами, возвышается веранда, на каждой стороне которой изготовлена худжра с узким проходом (келья для учащихся медресе). Нижняя часть купола, изнутри, украшена изразцами.
Мечеть неоднократно реставрировалась при Сельджукидах, Сефевидах и Каджарах. В XX веке была занесена в список национальных памятников Ирана.

Вблизи мечети Джаме имеется кирпичный минарет, относящийся к периоду правления Сельджуков. Нижняя часть минарета имеет простую форму, а верхняя украшена кирпичными узорами и петроглифами, выполненными куфическим письмом.

Также, на востоке города расположена гробница сеида Исхака. В ней погребено тело султана Исхака, потомка основателя ислама Мухаммеда. Мавзолей имеет форму башни, а по архитектурному стилю схож со зданиями эпохи Сельджуков середины XIII века. В период правления династии Сефевидов купол был переделан. Вход в гробницу имеет высоту 6 метров, а высота всего здания составляет 12 метров. Гробница получила известность благодаря оригинальной кирпичной кладке и изразцам над местом погребения, изготовленным в 1298 году (676 году лунной Хиджры). Михраб мавзолея украшен изразцами и лепниной с красочными узорами. Посередине гробницы расположена ограда с решеткой, выполненная из дерева, а внутри — собственно могила.